# Артур Стюарт, герцог Ротсей
Артур Стюарт (20 октября 1509, Холирудский дворец — 14 июля 1510, Эдинбургский замок) — третий ребёнок (и второй сын) короля Шотландии Якова IV и его жены Маргариты Тюдор. При рождении получил два титула: Шотландский — герцог Ротсей и герцог Олбани. Артур был назван в честь своего дяди принца Артура. Умер в возрасте 8 месяцев в Эдинбургском замке. На протяжении всей своей недолгой жизни был наследником шотландского и английского престолов.